# Československá lidová armáda
Československá lidová armáda (zkratka ČSLA; slovensky Československá ľudová armáda, zkratka ČSĽA) byla ozbrojená síla Československé republiky (od roku 1960 Československé socialistické republiky), která tento název nesla v letech 1954–1990. Od roku 1955 byla ČSLA součástí vojsk Varšavské smlouvy.
Dne 14. března 1990 bylo jméno armády zákonem 74/1990 Sb. změněno odstraněním přívlastku „Lidová“ na „Československá armáda“. Ta byla  po rozpadu Československa dne 1. ledna 1993 rozdělena na Armádu České republiky a Armádu Slovenské republiky.

## Vznik ČSLA

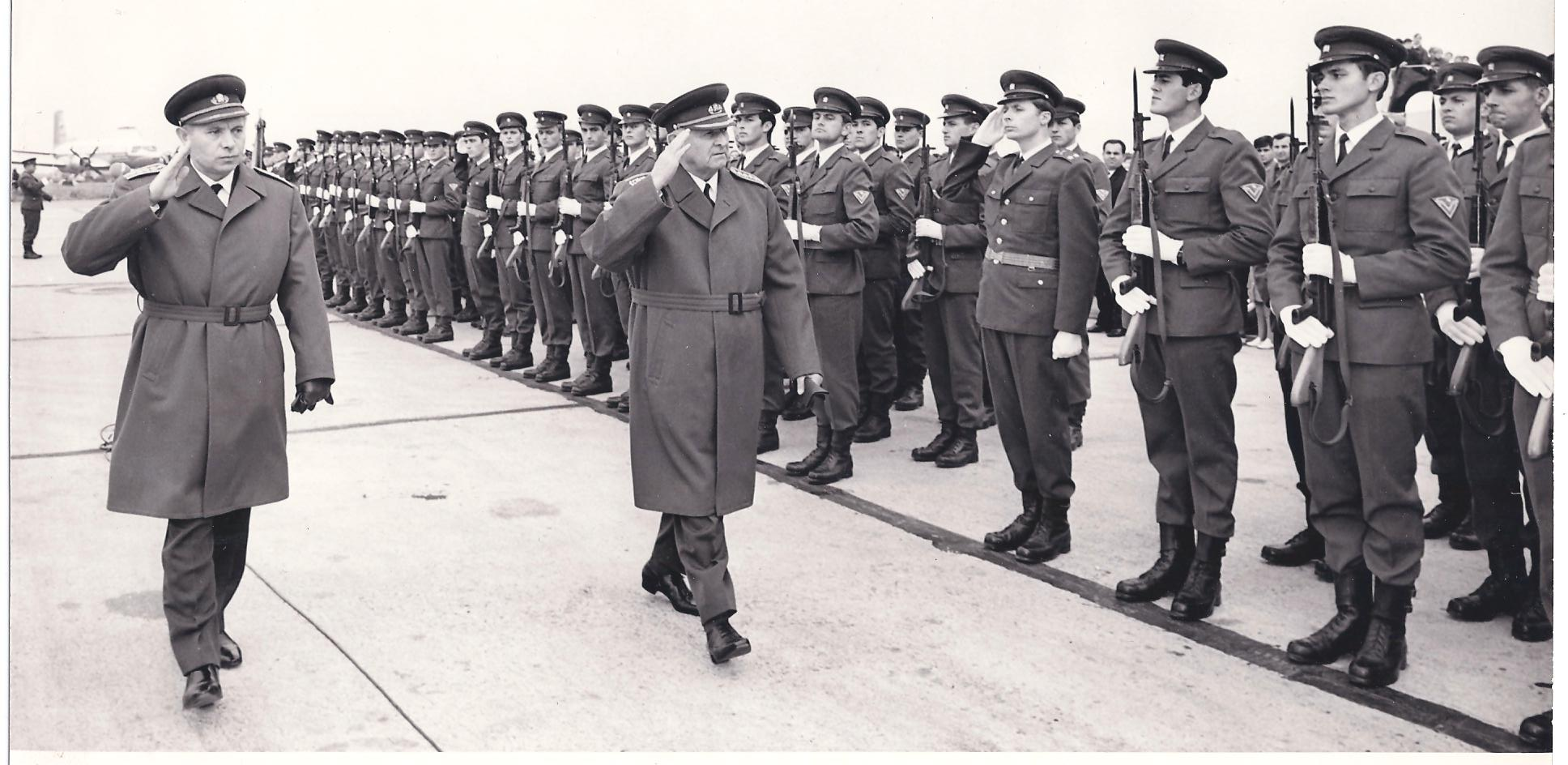
Prezident Ludvík Svoboda a ministr obrany Martin Dzúr během inspekce Bratislavské posádky ČSLA v roce 1969

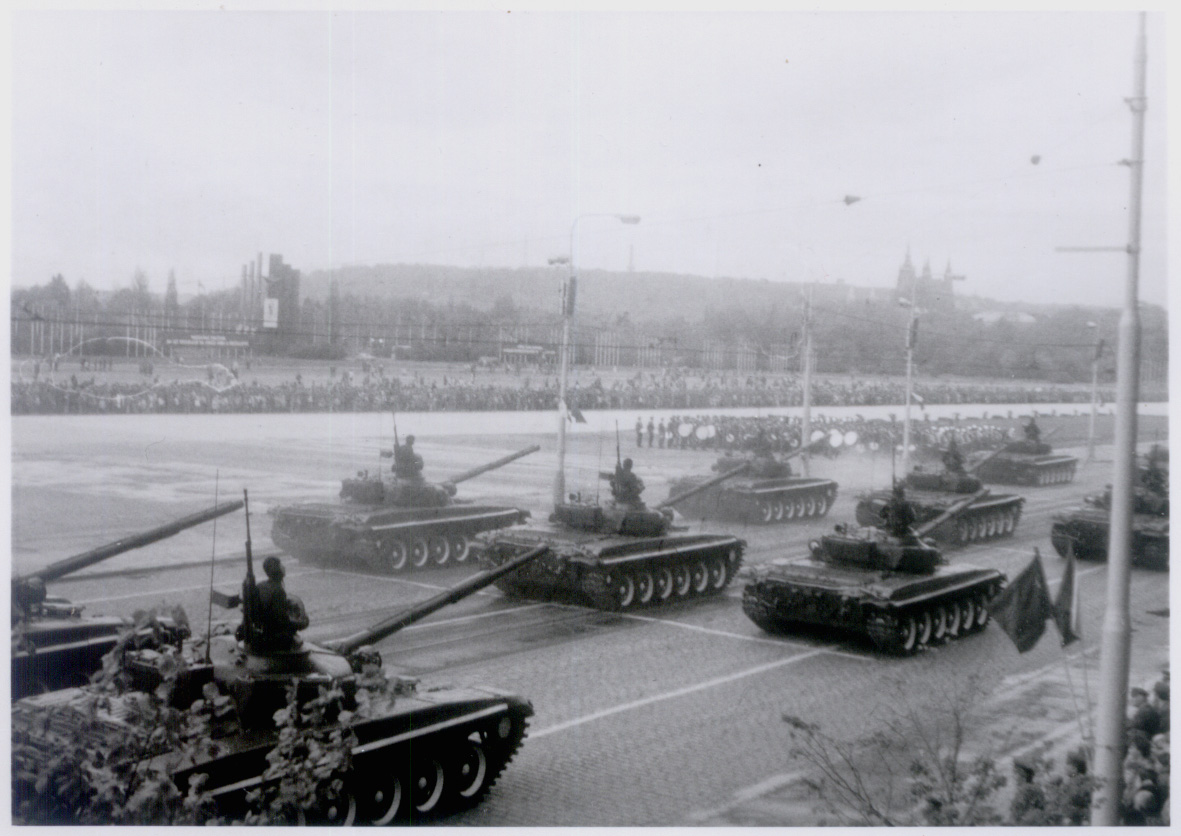
Vojenská přehlídka v Praze na Letenské pláni na výročí osvobození 9. května 1985

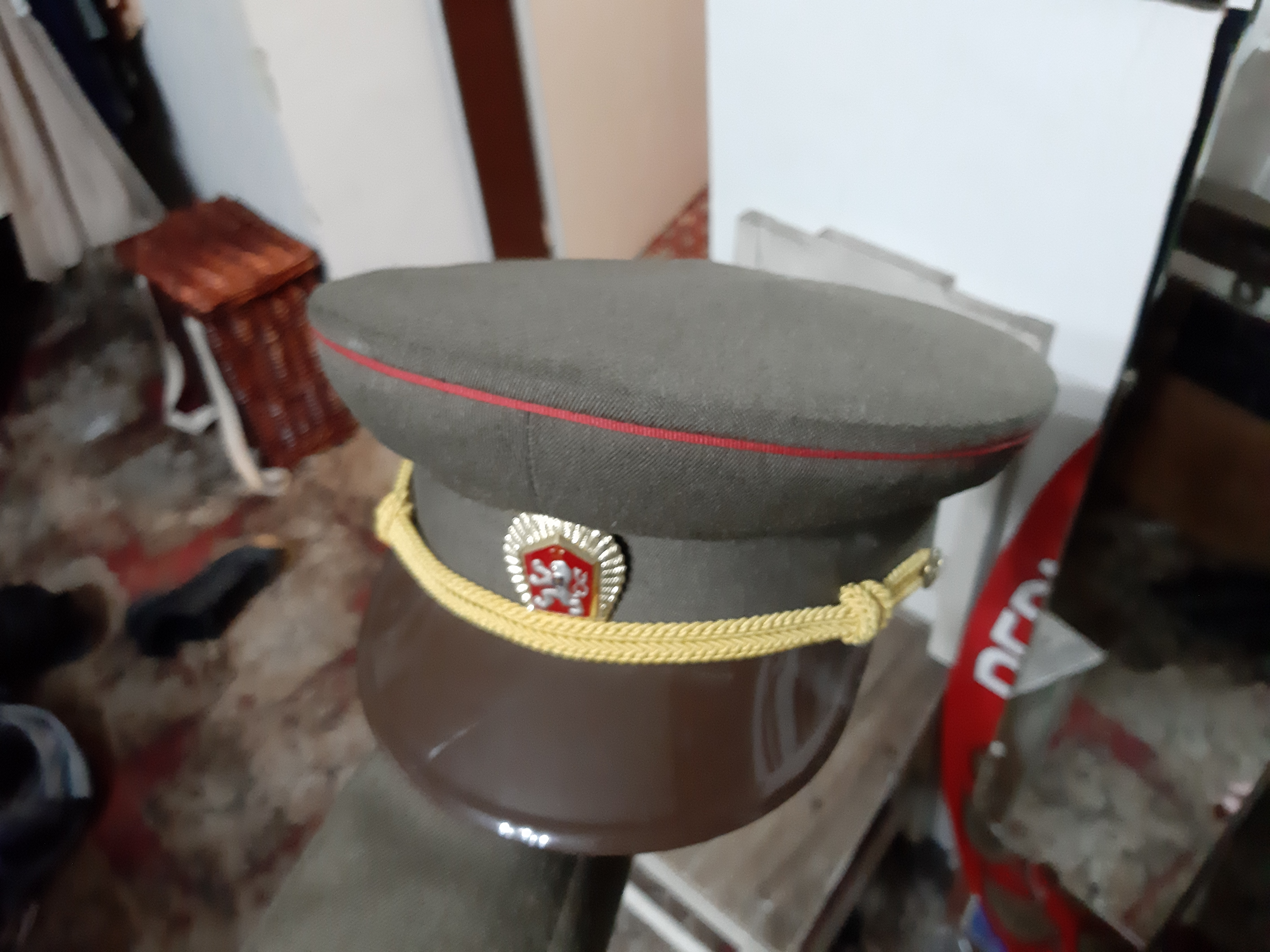
Čepice ("brigadýrka") k uniformě vzor 62 pro důstojníky; po roce 1977

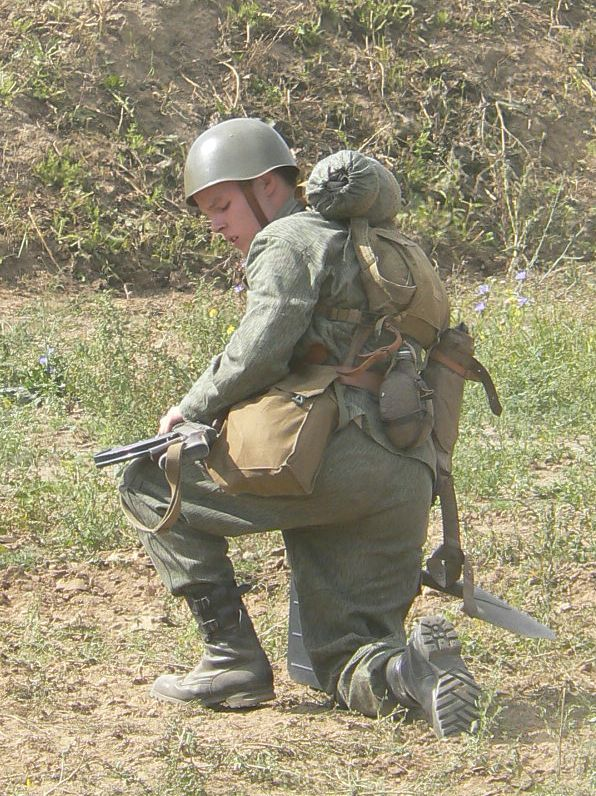
Reenaktor v polním stejnokroji ČSLA na Tankovém dni ve VTM Lešany

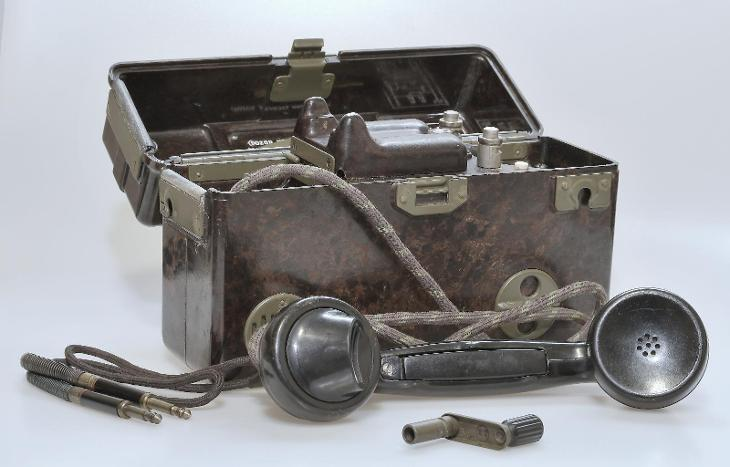
Československý polní telefon TP 25

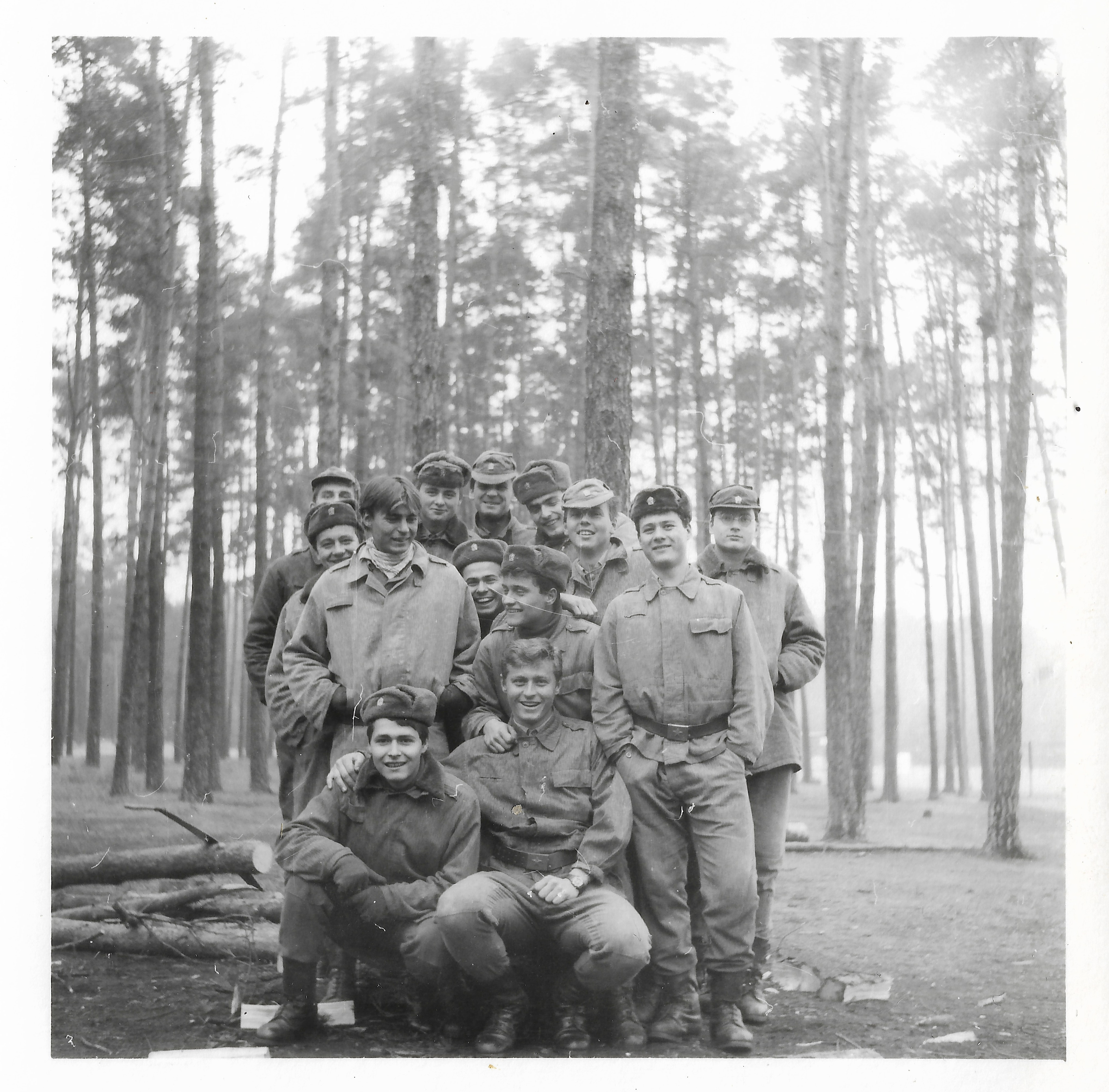
Skupina odvedených branců v lesích okolo Bzence (cca 1986)

Dne 25. května 1945 byla schválena Prozatímní organizace československých ozbrojených sil, podle níž došlo k reorganizaci československé armády. Vojáci, kteří bojovali proti nacismu na všech frontách druhé světové války, se postupně vraceli. Území Československa bylo rozděleno na čtyři vojenské oblasti, ve kterých postupně vzniklo přes 16 pěších divizí, které doplňovaly tankový sbor a dělostřeleckou divizi. Československý I. sbor, který sloužil pod sovětskou kontrolou, se stal 1. československou armádou a poté 1. vojenským obvodem. Počáteční optimismus ohledně plánů na obnovu armády vystřídala deziluze, pramenící z rozbité poválečné ekonomiky a nedostatku lidských a materiálních zdrojů. Československá armáda byla po válce pověřena odsunem Němců a Maďarů a podílela se také na pomoci národnímu hospodářství. Jednotky Sboru národní bezpečnosti se navíc účastnily bojů proti banderovcům.
Po únoru 1948, kdy se ujala moci Komunistická strana Československa, došlo k významným změnám v armádě. Více než polovina důstojníků začala být pronásledována stejně jako vojáci a mnozí byli nuceni odejít. Politické procesy se zaměřovaly hlavně na vojáky, kteří bojovali ve druhé světové válce v západní Evropě, ale paradoxně došlo také k pronásledování vojáků bojujících ve válce na východní frontě. Armáda se plně dostala pod moc komunistické strany, v roce 1950 byl reorganizován sovětský model a vojenské oblasti byly rozpuštěny. V roce 1951 byla podepsána mezi Československem a Sovětským svazem Dohoda o způsobu a podmínkách vypořádání dodávaného vybavení a materiálu, poskytovaná půjčkou SSSR ve výši téměř 44 milionů rublů na nákup vojenské techniky, zejména letadel a radarů. Došlo k nárůstu početního stavu armády, která od roku 1953 dosáhla více než 300 000 vojáků. 
V období Československé socialistické republiky pořádala Československá lidová armáda 9. května na Letné pravidelné vojenské přehlídky u příležitosti Dne vítězství. Poslední z těchto přehlídek se konala v roce 1985.

## Složky armády
Součástí ČSLA bylo pozemní vojsko, vojenské letectvo a vojska protivzdušné obrany státu.

### Pozemní vojsko
Pozemní vojsko bylo nejpočetnější složkou armády. Základem jeho bojové síly byly operační a taktické rakety. Hlavní údernou silou byly tanky. Dělostřelectvo bylo vybaveno různými typy děl a minometů, protitankovými kanóny, řízenými protitankovými střelami a dalšími zbraněmi.
K pozemnímu vojsku patřily motostřelecké a tankové svazky, útvary protivzdušné obrany vojsk, dělostřelectvo a speciální vojska, jako je ženijní, spojovací, chemické, železniční a výsadkové vojsko. Další útvary a zařízení poskytovaly bojovým útvarům nezbytné technické, materiální a další služby.
Ženijní vojsko bylo vybaveno silničními a zemními stroji, odminovacími tanky a technikou k zajištění přepravy vojsk přes vodní toky a jiné terénní překážky. Železniční vojsko bylo schopné zajišťovat výstavbu i obnovu železničních tratí včetně mostů a sdělovacích a zabezpečovacích zařízení a údržbu železničních vozidel. Železniční i ženijní vojsko se podílely na likvidaci následků živelních a jiných pohrom.
Z přibližně 201 000 vojáků v aktivní službě v ČSLA v roce 1987 asi 145 000 (72 %) sloužilo v pozemních silách (běžně označovaných jako armáda). Asi 100 000 z nich byli branci. 
V mírovém stavu se armáda dělila na dva vojenské okruhy, Západní a Východní. Pod Západní okruh spadala 1. armáda s velitelstvím v Příbrami s jednou zesílenou tankovou divizí a třemi motostřeleckými divizemi a 4. armáda v Písku se dvěma tankovými divizemi a dvěma motostřeleckými divizemi. Východní vojenský okruh  s velitelstvím v Trenčíně měl útvary převážně na Slovensku, zejména vojenské školy, bojové jednotky tvořily dvě tankové divize. Vojenské okruhy měly na starosti zejména mobilizaci, podléhaly jim krajské vojenské správy a jim podřízené okresní vojenské správy.
Dalších pět divizí s tzv. uloženou technikou bylo připraveno k personálnímu naplnění mobilizovanými zálohami do 48 hodin od vyhlášení mobilizace, celková válečná síla ČSLA tedy v případě vypuknutí války činila 15 vševojskových divizí.

#### Západní vojenský okruh
- 2. provozní pluk (Tábor)
- 311. těžká dělostřelecká brigáda (Jince)
- 11. dělostřelecká základna (Jince)
- 41. samostatný dopravní dělostřelecký oddíl (Dašice)
- 7. dělostřelecká divize (Pardubice) 8228
- 71. kanónová dělostřelecká brigáda (Žamberk) 3607
- 75. těžká houfnicová dělostřelecká brigáda (Pardubice) 5666
- 82. protiletadlová raketová brigáda (Jihlava)
- 10. protiletadlová opravárenská technická základna (Jaroměř)
- 6. radiotechnická brigáda (Plzeň)
- 71. výsadkový úderný prapor (Chrudim)
- 22. výsadková brigáda speciálního určení (Prostějov)
- 7. radiotechnická brigáda zvláštního určení (Zbiroh)
- 1. smíšený pluk radioelektronického boje (Kolín)
- 10. pontonová brigáda (Kostelec nad Labem)
- 5. spojovací brigáda (Strašice)
- 52. spojovací brigáda dálkových spojů (Lipník nad Bečvou)
- 59. spojovací brigáda dálkových spojů (Beroun)
- 60. spojovací prapor zvláštního určení (Unhošť)
- 102. brigáda chemické ochrany (Liberec)
- 31. smíšená letka velení a průzkumu (Bechyně)
- 31. rota letištního a radiotechnického zabezpečení (Bechyně)
- 311. samostatný výcvikový tankový prapor (Vojenský újezd Hradiště)
- 313. samostatný výcvikový tankový prapor (Vojenský újezd Boletice)
- 1. automobilní brigáda (Olomouc)
- 3. automobilní brigáda (Hlučín)
- 11. brigáda materiálního zabezpečení (Bílina)
- 21. brigáda materiálního zabezpečení (Pardubice)
- 1. brigáda potrubní dopravy pohonných hmot (Roudnice nad Labem)
- 7. ženijní silniční brigáda (Hodonín)
- 32. silniční brigáda (Horní Počáply)
- 1. pluk civilní obrany (Kutná Hora)
- 4. pluk civilní obrany (Varnsdorf)
- 7. pluk civilní obrany (Bučovice)
- 6. strážní prapor (Příbram)

##### Zařízení, sklady
- 1. okruhový tankový sklad (Ústí nad Orlicí) pobočky (Zdice, Vamberk)
- 1. okruhový sklad proviantního materiálu (Rychnovek) pobočky (Terezín, České Budějovice)
- 1. okruhový ženijní sklad (Dolní Bousov) pobočky (Jánská, Jaroměř, Dobříš, Hněvkovice)
- 1. okruhový spojovací sklad a opravna (Červené Pečky) pobočka (Červený Újezd)
- 1. okruhový chemický sklad (Račice nad Trotinou) pobočky (Rumburk, Olomouc, Zásmuky)
- 1. okruhový automobilní sklad (Nový Jičín) pobočky (Poprad, Nemecká, Vysoké Mýto, Kutná Hora, Ostrava)
- 1. okruhový sklad politicko-osvětových prostředků (České Budějovice) pobočky (Brno, Čáslav)
- 1. okruhový sklad výstrojního materiálu Jaroměř pobočky (Brno, Staré Město)
- 1. okruhová základna pohonných hmot (Chlumec nad Cidlinou) pobočky (Halenkov, Mošnov)
- 1. okruhový zdravotnický sklad (Liberec) pobočky (Dobrá, Golčův Jeníkov, Vlčí Hora)
- 1. okruhový sklad ubytovacího a stavebního materiálu (Hradec Králové)
- 2. výzbrojní základna (Jaroměř) pobočka (Terezín)
- 21. silniční mostní technická základna Chrudim

##### 1. armáda (Příbram)
- 1. provozní prapor (Příbram)
- 321. těžká dělostřelecká brigáda (Rokycany)
- 31. dělostřelecká základna (Kostelec nad Orlicí)
- 322. kanónová dělostřelecká brigáda (Dobřany)
- 216. protitankový pluk (Most)
- 1. průzkumný dělostřelecký pluk (Holýšov)
- 171. protiletadlový raketový pluk (Rožmitál pod Třemšínem)
- 1. protiletadlová opravárenská technická základna (Rožmitál pod Třemšínem)
- 1. radiotechnický prapor (Holýšov)
- 51. ženijní brigáda (Litoměřice)
- 91. pontonový pluk (Litoměřice)
- 1. spojovací pluk (Plzeň)
- 11. spojovací pluk dálkových spojů (Plzeň)
- 71. radiotechnický pluk zvláštního určení (Kladno)
- 3. smíšený pluk radioelektronického boje (Mariánské Lázně)
- 103. prapor chemické ochrany (Lešany)
- 11. vrtulníkový pluk (Plzeň-Bory)
- 111. letištní prapor (Plzeň-Bory)
- 11. rota spojovacího a radiotechnického zabezpečení (Plzeň-Bory)
- 1. letka velení a průzkumu (Plzeň-Bory)
- 1. rota letištního a radiotechnického zabezpečení (Plzeň-Bory)
- 101. letka bezpilotních průzkumných prostředků (Stříbro)
- 1. brigáda materiálního zabezpečení (Terezín)
- 11. silniční prapor (Jince-Velcí)
- 1. tanková divize (Slaný)
- 2. motostřelecká divize (Sušice)
- 19. motostřelecká divize (Plzeň)
- 20. motostřelecká divize (Karlovy Vary)

##### 4. armáda  (Písek)
- 4. provozní prapor (Písek)
- 331. těžká dělostřelecká brigáda (Hranice)
- 21. dělostřelecká základna (Kostelec nad Orlicí)
- 332. kanónová dělostřelecká brigáda (Jičín)
- 217. protitankový pluk (Lešany)
- 5. průzkumný dělostřelecký oddíl (Rychnov nad Kněžnou)
- 251. protiletadlový raketový pluk (Kroměříž)
- 4. radiotechnický prapor (Vimperk)
- 1. ženijní brigáda (Pardubice)
- 72. pontonový pluk (Kamýk nad Vltavou)
- 2. spojovací pluk (Písek)
- 24. spojovací pluk dálkových spojů (Písek)
- 74. radiotechnický pluk zvláštního určení (Horažďovice)
- 4. smíšený pluk radioelektronického boje (Český Krumlov)
- 105. prapor chemické ochrany  (Jaroměř)
- 51. vrtulníkový pluk (Prostějov)
- 51. letištní prapor (Prostějov)
- 61. rota spojovacího a radiotechnického zabezpečení  (Prostějov)
- 52. letka velení a průzkumu (Havlíčkův Brod)
- 52. letka letištního a radiotechnického zabezpečení (Havlíčkův Brod)
- 104. letka bezpilotních průzkumný prostředků (Krašovice)
- 4. brigáda materiálního zabezpečení (Pacov)
- 14. silniční prapor (Vimperk)
- 3. motostřelecká divize (Kroměříž)
- 4. tanková divize (Havlíčkův Brod)
- 9. tanková divize (Tábor)
- 15. motostřelecká divize (České Budějovice)

#### Východní vojenský okruh (Trenčín)

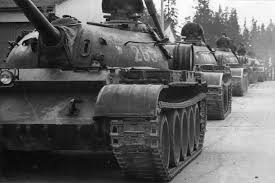
Tanky 13. tankové divize – mezi 60. a 70. lety 20. století

- 2. provozní prapor (Trenčín)
- 6. ženijní brigáda (Sereď)
- 4. automobilní brigáda (Hlohovec)
- 42. spojovací prapor (Trenčín)
- 5. pluk civilní obrany (Žilina)
- 6. pluk civilní obrany (Malacky)
- 13. tanková divize (Topoľčany)
- 14. tanková divize (Prešov)

### Vojenské letectvo
Síly vzdušné obrany a protivzdušné obrany ČSLA slavily jako den vzniku 17. září 1944. K tomuto datu odletěl na slovenskou půdu na pomoc Slovenskému národnímu povstání ze SSSR 1. československý samostatný stíhací letecký pluk. Z něj později vyrostla 1. československá smíšená letecká divize v SSSR, která operačně působila v závěru 2. světové války v sovětském letectvu. 
Československé letectvo bylo plně vybaveno nadzvukovými stíhačkami (první nadzvukový letoun MiG-19
byl v Československu operačně nasazen roku 1955), útočnými vrtulníky, systémy protivzdušné obrany a elektronickým sledovacím zařízením.

### Vojska protivzdušné obrany státu
Vojska protivzdušné obrany státu (PVOS) byla tvořena protiletadlovými raketovými útvary, útvary stíhacího letectva, radiotechnickými a speciálními útvary.

#### 2. divize protivzdušné obrany státu (Brno)
- 8. stíhací letecký pluk (Brno)
- 76. protiletadlová raketová brigáda (Brno)
- 77. protiletadlová raketová brigáda (Ostrava)
- 186. protiletadlová raketová brigáda (Pezinok)
- 2. radiotechnická brigáda (Brno)

#### 3. divize protivzdušné obrany státu (Žatec)
- 1. stíhací letecký pluk (České Budějovice)
- 1. letištní prapor (České Budějovice)
- 11. stíhací letecký pluk (Žatec)
- 23. letištní prapor (Žatec)
- 23. opravny (Žatec)
- 185. protiletadlový raketový pluk (Kralovice)
- 71. protiletadlová raketová brigáda (Slaný)
- 23. spojovací prapor (Žatec)
- 3. provozní prapor (Žatec)
- 3. radiotechnická brigáda (Chomutov)

## Hodnosti

### 1954–1959
Československá lidová armáda měla soustavu hodností převzatu ze Sovětské armády. Od r. 1958 docházelo k dílčím změnám, které byly završeny zákonem 76/1959 o některých služebních poměrech vojáků.

### 1960–1990
Od r. 1960 bylo upraveno seskupení hodnostních sborů, což s malými odchylkami platilo i v obnovené Československé armádě do r. 1992.
- mužstvo:
  - vojín
- poddůstojníci:
  - svobodník, desátník, četař
- praporčíci:
  - rotný, rotmistr, nadrotmistr, podpraporčík, praporčík, nadpraporčík
- důstojníci:
  - podporučík, poručík, nadporučík, kapitán, major, podplukovník, plukovník
- generálové:
  - generálmajor, generálporučík, generálplukovník, armádní generál

Rovněž bylo upraveno hodnostní označení, které více přiblížilo tradičnímu. Označení na výložkách udává následující tabulka:
| Mužstvo | Poddůstojníci | Poddůstojníci | Poddůstojníci | Praporčíci | Praporčíci | Praporčíci | Praporčíci | Praporčíci | Praporčíci | Nižší důstojníci | Nižší důstojníci | Nižší důstojníci | Nižší důstojníci | Vyšší důstojníci | Vyšší důstojníci | Vyšší důstojníci | Generálové | Generálové | Generálové | Generálové |
| ------- | ------------- | ------------- | ------------- | ---------- | ---------- | ---------- | ---------- | ---------- | ---------- | ---------------- | ---------------- | ---------------- | ---------------- | ---------------- | ---------------- | ---------------- | ---------- | ---------- | ---------- | ---------- |
|         |               |               |               |            |            |            |            |            |            |                  |                  |                  |                  |                  |                  |                  |            |            |            |            |

## Charakteristika
Závěrečná zpráva vyšetřovací komise Federálního shromáždění pro objasnění událostí 17. listopadu 1989 charakterizovala Československou lidovou armádu takto: "Československá armáda byla vedle SNB a LM chápána jako jeden z přímých mocenských nástrojů ovládání společnosti a bezprostředního zvládání vnitropolitických potíží, KSČ prostřednictvím obrovského aparátu Hlavní politické správy ČSLA prolínajícího se do nejnižších jednotek prakticky kontrolovala svůj absolutní vliv v armádě."
V průběhu Sametové revoluce navrhoval komunistický ministr národní obrany Václavík nasazení armády proti demonstrantům, ale jeho návrh nebyl vyslyšen.